# 梶川泰司
梶川 泰司（かじかわ やすし、1951年 - ）は、日本のデザインサイエンティスト、幾何学者、シナジェティクス研究所代表。
高校中退後、1981年に幾何学論文をまとめて渡米。バックミンスター・フラーは初見でその論文とモデルを採用。その後、バックミンスター・フラー研究所でシナジェティクスの共同研究に従事。その成果はフラーの遺作となった『コズモグラフィ』(バックミンスター・フラー著／梶川泰司訳／白揚社 2007)に収録された。
1985年3月、ローマで開催された第１回「M.C.エッシャー国際会議」で「多面体をおりたたむとその周期律表」を発表。その発表後に、カナダのコクセター（H.S.M.Coxeter）から重要な発見と研究と評され、参加者が壇上の「折りたためるモデル」に集中し、会議が一時中断する。日本からは物理学者伏見康治が「正四面体転がし理論」を発表。
1986年8月、広中平祐主催の第7回「数理の翼」講師を務め、「テンセグリティモデル」および「多面体をおりたたむ」を講義する。
1988年、シナジェティクス研究所を設立し、シナジェティクスの発展的研究、デザインサイエンスとしてテンセグリティー構造システムなどを研究・開発する活動を行っている。
1989年、ハンガリーのブダペストで開催された第1回 構造のシンメトリー国際学会において、「折りたためる多面体（正十二面体）」の模型を使って新たなアンチ・シンメトリー（反対称性）の理論を視覚的な模型を使って発表。この理論は、今までにない革命的、画期的なものとして世界各国から集まった研究者たちに衝撃をもって受け止められ、研究成果は最優秀発表者に選ばれた。そして次回の同会議は最優秀発表者が主催者となることから、1992年の第2回構造のシンメトリー国際学会は、主催者として自身の出身地である広島で開催された。「成長する正二十面体」の準結晶理論を３Ｄ映像を使って発表し大変な評価を受け、同年カリフォルニアにおいてフラー研究所が主催したワークショップで「成長する正二十面体」の理論発表を行った。その研究は、論文『成長する正20面体』として「SCIENTIFIC AMERICAN日本語版」（日経サイエンス社1990年9月号）に発表された。
上記構造のシンメトリー国際学会とエッシャー会議にはノーベル賞受賞者も出席しており、第1回構造のシンメトリー国際学会に参加していたハーバード大学の数学物理学教授アーサー・ローブは梶川の発見の画期性を高く評価し、1990年にはハーバード大学視覚環境学部の客員講師として招いた。ハーバード大学視覚環境学部のアーサー・ローブ教授が指導する学部でシナジェティクスによる「成長する正20面体」理論（参照「SCIENTIFIC AMERICAN日本語版」日経サイエンス社1990年9月号）から準結晶の解析方法とそのモデルを講義した。（なお、ハーバード大学でシナジェティクスを講義したのは、1950年代のバックミンスター・フラーが最初であるが、梶川はその2番目の講師となった）
2005年よりシナジェティクス、デザインサイエンスの普及ために、ワークショップや定員制でのモバイル講座を行っている。2020年より、遠隔にて公開ワークショップ、公開シナジェティクス講座を開始。

## 主要論文
- 「多面体をおりたたむ」(SCIENTIFIC AMERICAN 日本版 - サイエンス、1984年8月号)
- 「5回対称を示す周期的な空間充填モデル」(SCIENTIFIC AMERICAN 日本版 - サイエンス、1986年12月号)
- 「M.C.エッシャー会議」に出席して（SCIENTIFIC AMERICAN 日本版 - サイエンス、1989年10月号）
- 「構造のシンメトリー国際学会-幾何学への情熱」（SCIENTIFIC AMERICAN 日本版 - サイエンス、1990年1月号）
- 「成長する正20面体」(SCIENTIFIC AMERICAN 日本版 - サイエンス、1990年9月号)
- 「アート&サイエンスの革新者　M.C.エッシャー」（美術出版社－2006年11月号）
- 「超遠近法で解くエッシャーの秘密」（SCIENTIFIC AMERICAN 日本版 - 日経サイエンス、2007年1月号)

## 訳書
- 『エッシャー・変容の芸術―シンメトリーの発見』ドリス・シャットシュナイダー、梶川 泰司  訳 日経サイエンス社 ISBN 4532520061
- 『クリティカル・パス―人類の生存戦略と未来への選択』バックミンスター・フラー、 梶川 泰司　訳 白揚社 ISBN 4826900848
- 『バックミンスター・フラーの世界―21世紀エコロジー・デザインへの先駆』Jay Baldwin 原著、ジェイ ボールドウィン 著、梶川 泰司 訳　美術出版社 ISBN 4568600316
- 『コズモグラフィー』バックミンスター・フラー、 梶川 泰司　訳 白揚社 ISBN 978-4-8269-0135-2
- 『日経サイエンス　1998年4月号　生物のかたちを決める力』D. E. イングバー（ハーバード大学）、梶川 泰司　訳

## 共著
- 『宇宙エコロジー―バックミンスター・フラーの直観と美』R・バックミンスター・フラー原著、梶川 泰司 著 美術出版社　2004年　ISBN 4568600324